# (29457) Marcopolo
(29457) Marcopolo ist ein Asteroid des Hauptgürtels, der am 25. September 1997 vom italienischen Amateurastronomen Vittorio Goretti an seiner privaten Sternwarte Pianoro (IAU-Code 610) in Pianoro bei Bologna entdeckt wurde.
Der Asteroid wurde nach dem venezianischen Händler und Forschungsreisenden Marco Polo (1254–1324) benannt, der als einer der ersten Europäer ab 1271 China bereiste und nach einem 20-jährigen Aufenthalt dort zurückkehrte. Sein Reisebericht „Il Milione“ beeinflusste die Kenntnisse der damaligen Welt.